# 1953年西德聯邦議院選舉

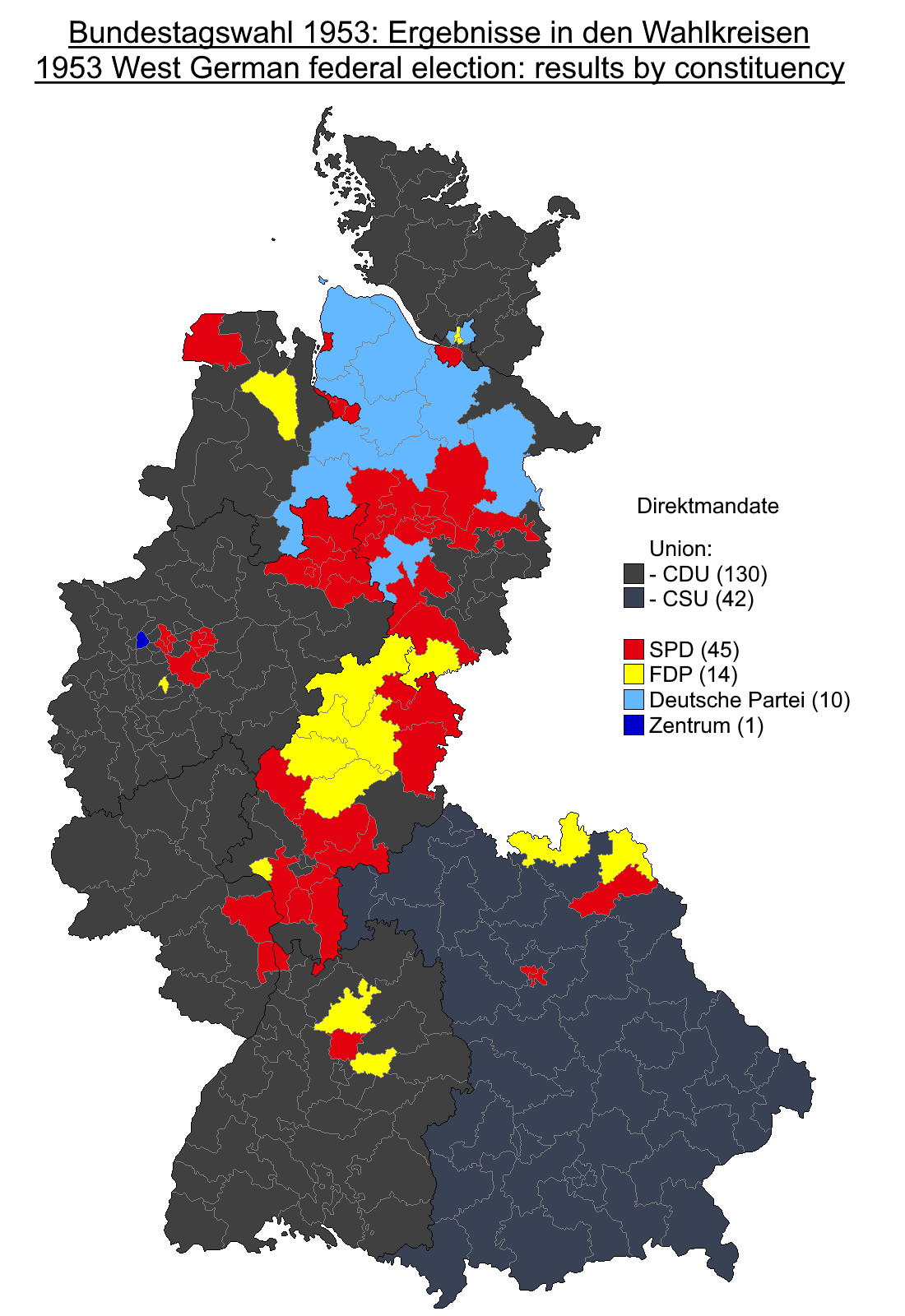
選舉結果

1953年西德聯邦議院選舉在1953年9月6日進行，選出第2屆西德聯邦議會。基督教民主聯盟維持了其最大政黨的地位，在509個議席中獲得249個議席。這次選舉也是最後一次薩爾蘭未參與的西德大選。